# Шишкино (Рыбновский район)
Шишкино — деревня в Рыбновском районе Рязанской области. Входит в Истобниковское сельское поселение.

## География
Находится в западной части Рязанской области на расстоянии приблизительно 7 км на север-северо-восток по прямой от железнодорожного вокзала в городе Рыбное.

## История
Показана была еще на карте 1797 года. На карте 1850 года показана как поселение с 45 дворами. В 1859 году здесь (тогда деревня Рязанского уезда Рязанской губернии) было учтено 44 двора, в 1897 — 92.

## Население
Численность населения: 369 человек (1859 год), 603 (1897), 76 в 2002 году (русские 98 %), 66 в 2010.